# تحتمس (نحات)
"مفضل الملك وسيد الحِرَف تحتمس"، عاش عام 1350 قبل الميلاد، يعتقد أنه النحّات الرسمي لبلاط الفرعون [[أخناتون]] في الفترة اللاحقة من حكمه. كشف تنقيب أثري ألماني في عام 1912 في مدينة أختاتن المهجورة ([[تل العمارنة]] اليوم) عن بيت مهدّم ومجمّع فنّي، وحدد أنه لتحتمس بناء على غمام خيل عاجيّ وجد في حفرة قمامة باسمه وعمله منقوشًا عليها. حيث أن النقش سمّى عمله "نحات"، وكان من الواضح أن المبنى معمل نحت، فبدا من المنطقي الربط بينهما.